# Strix
Strix（ストリクス）は日本の、鳥類に関する論文誌。日本野鳥の会発行。1982年に第1巻が発巻され、2011年までに27巻が発巻されている。2008年発巻の第26巻をもって休巻していた。評議員である立教大学教授の上田恵介の支援で、2011年5月に複巻し、第27巻を発巻した。
なお、表紙のフクロウのイラストは、薮内正幸によるもの。